# Copa de Renania
La Copa de Renania (en alemán: Rhinelandpokal), llamada Bitburger-Verbandspokal por razones de patrocinio, es una de las 21 competiciones que conforman la Copa Asociación Alemana en la que el campeón logra la clasificación a la Copa de Alemania, el torneo de copa de fútbol más importante del país.

## Historia
La copa fue creada en 1953 donde participan los equipos de la parte norte del estado de Renania-Palatinado que no formen parte de la Bundesliga de Alemania ni de la 2. Bundesliga en vista de que no pueden participar los equipos profesionales, y es organizada por la Asociación de Fútbol de Renania. Es conocida por no albergar toda la región de Renania, sino una parte de ésta.
En la copa participan los equipos que militan en la 3. Liga (III), Regionalliga West (IV), Oberliga Südwest (V), Verbandsliga Rheinland (VI), las tres Bezirksligas (VII) además de los campeones distritales.
El torneo se juega bajo un formato de eliminación directa a partyido único donde el equipo de categoría inferior tiene la ventaja de localía y el campeón logra la clasificación a la primera ronda de la Copa de Alemania.

## Ediciones anteriores
| Temporada | Sede                         | Campeón                 | Finalista               | Resultado           | Asistencia |
| 1953–54   | Bad Ems                      | SpVgg Höhr-Grenzhausen  | SV Niederlahnstein      | 2–0                 |            |
| 1954–55   | Neuwied Metternich Andernach | Fortuna Kottenheim      | TuS Montabaur           | 2–2 aet 4–4 aet 1–0 |            |
| 1955–56   | Andernach                    | SC 07 Bad Neuenahr      | SV Niederlahnstein      | 3–3 aet 6–4 aet     |            |
| 1956–57   | Simmern                      | FC Germania Metternich  | TuS Mayen               | 4–4                 |            |
| 1957–58   | Betzdorf                     | Sportfreunde Herdorf    | SV Niederfischbach      | 3–1                 |            |
| 1958–59   | Neuwied                      | VfB Wissen              | SC Rhein/Ahr Sinzig     | 2–1                 |            |
| 1959–60   | Wissen                       | Sportfreunde Herdorf    | SC Rhein/Ahr Sinzig     | 3–1                 |            |
| 1960–61   | Neuwied                      | VfB Wissen              | SV Ehrang               | 8–0                 |            |
| 1961–62   | Andernach                    | SC Rhein/Ahr Sinzig     | FV Rübenach             | 4–1                 |            |
| 1962–63   | Bad Marienberg               | FC Horchheim            | SV Elkenroth            | 1–0                 |            |
| 1963–64   | Neuwied                      | SpVgg Andernach         | TuS Mayen               | 3–2 aet             |            |
| 1964–65   | Bad Marienberg               | VfL Trier               | SV Elkenroth            | 1–0                 |            |
| 1965–66   | Montabaur                    | TuS Mayen               | Sportfreunde Herdorf    | 1–0                 |            |
| 1966–67   | Neuwied                      | SSV Mülheim             | FV Engers               | 7–0                 |            |
| 1967–68   | Mülheim                      | FC Germania Metternich  | SC Sinzig               | 2–1                 |            |
| 1968–69   | Andernach Sinzig             | SC 07 Bad Neuenahr      | FC Alemannia Plaidt     | 2–2 aet 3–0         |            |
| 1969–70   | Neuwied Bad Neuenahr         | SC Rhein/AhrSinzig      | FV Engers               | 2–2 aet 5–1         |            |
| 1970–71   | Metternich                   | SC Oberlahnstein        | VfB Wissen              | 3–2                 |            |
| 1971–72   | Metternich                   | VfB Lützel              | SSV Mülheim             | 1–0                 |            |
| 1972–73   | Bendorf                      | SpVgg Andernach         | VfB Wissen              | 2–0                 |            |
| 1973–74   | Bitburg                      | TuS Mayen               | Eintracht Trier         | 1–0                 |            |
| 1974–75   | No se jugó                   | No se jugó              | No se jugó              | No se jugó          | No se jugó |
| 1975–76   | Neuwied                      | TuS Mayen               | SpVgg Andernach         | 3–0                 |            |
| 1976–77   | Bendorf                      | SG Ellingen/Bonefeld    | Sportfreunde Eisbachtal | 2–1                 |            |
| 1977–78   | Neuwied                      | TuS Neuendorf           | SpVgg EGC Wirges        | 1–0                 |            |
| 1978–79   | Neuwied                      | TuS Neuendorf           | Sportfreunde Eisbachtal | 4–1                 |            |
| 1979–80   | Metternich                   | Sportfreunde Eisbachtal | TSV Lehmen/Kattenes     | 3–1                 |            |
| 1980–81   | Andernach                    | SV Leiwen               | VfL Hamm                | 2–1                 |            |
| 1981–82   | Wissen                       | Eintracht Trier         | VfB Wissen              | 2–2 aet (5–2 pen)   |            |
| 1982–83   | Bendorf                      | SG Ellingen/Bonefeld    | FSV Salmrohr            | 1–1 aet (7–6 pen)   |            |
| 1983–84   | Hermeskeil                   | Eintracht Trier         | FSV Salmrohr            | 2–1                 |            |
| 1984–85   | Mayen                        | Eintracht Trier         | Sportfreunde Eisbachtal | 3–0                 |            |
| 1985–86   | Mayen                        | VfL Hamm                | FSV Salmrohr            | 2–0                 |            |
| 1986–87   | Mayen                        | VfL Hamm                | SV Leiwen               | 2–1                 |            |
| 1987–88   | Trier                        | FC Bitburg              | FSV Salmrohr            | 6–5 aet             |            |
| 1988–89   | Neuwied                      | FSV Salmrohr            | VfL Hamm                | 2–1                 |            |
| 1989–90   | Emmelshausen                 | Eintracht Trier         | Sportfreunde Daaden     | 4–1                 |            |
| 1990–91   | Plaidt                       | SpVgg EGC Wirges        | Eintracht Trier         | 2–0                 | 450        |
| 1991–92   | Leiwen                       | FSV Salmrohr            | Eintracht Trier         | 2–1                 | 2500       |
| 1992–93   | Polch                        | FSV Salmrohr            | Sportfreunde Eisbachtal | 3–1                 |            |
| 1993–94   | Klausen                      | FSV Salmrohr            | SV Wittlich             | 2–2 aet (6–3 pen)   | 1000       |
| 1994–95   | Bitburg                      | FSV Salmrohr            | Eintracht Trier         | 3–0                 | 2000       |
| 1995–96   | Leiwen                       | FSV Salmrohr            | Eintracht Trier         | 1–0                 | 900        |
| 1996–97   | Emmelshausen                 | Eintracht Trier         | FV Rheinbrohl           | 2–1                 | 700        |
| 1997–98   | Polch                        | Sportfreunde Eisbachtal | SV Prüm                 | 2–0                 | 700        |
| 1998–99   | Mayen                        | VfL Hamm                | Eintracht Trier         | 2–0                 | 300        |
| 1999–2000 | Hachenburg                   | VfL Hamm                | SpVgg EGC Wirges        | 3–0                 | 1300       |
| 2000–01   | Salmrohr                     | Eintracht Trier         | TuS Koblenz             | 1–1 aet (6–4 pen)   | 1000       |
| 2001–02   | Darscheid                    | FSV Salmrohr            | TuS Koblenz             | 2–1                 | 1500       |
| 2002–03   | Darscheid                    | SpVgg EGC Wirges        | Eintracht Trier II      | 5–2                 | 750        |
| 2003–04   | Mülheim-Kärlich              | TuS Mayen               | SG Betzdorf             | 1–1 aet (4–1 pen)   | 1650       |
| 2004–05   | Wirges                       | TuS Koblenz             | SG Roßbach/Verscheid    | 2–0                 | 2500       |
| 2005–06   | Bad Ems                      | TuS Koblenz             | SG Roßbach/Verscheid    | 2–0                 | 2100       |
| 2006–07   | Kruft                        | Eintracht Trier         | TuS Oberwinter          | 2–1 aet             | 2000       |
| 2007–08   | Salmrohr                     | Eintracht Trier         | TuS Koblenz II          | 2–0                 |            |
| 2008–09   | Polch                        | Eintracht Trier         | SV Roßbach/Verscheid    | 2–0 aet             | 2400       |
| 2009–10   | Emmelshausen                 | Eintracht Trier         | Spvgg Burgbrohl         | 2–1                 | 1200       |
| 2010–11   |                              | Eintracht Trier         | TuS Koblenz             | 2–0                 |            |
| 2011–12   | Emmelshausen                 | SV Roßbach/Verscheid    | TuS Mayen               | 2–0                 |            |
| 2012–13   | Salmrohr                     | Eintracht Trier         | FSV Salmrohr            | 4–0                 |            |
| 2013–14   | Trier                        | Eintracht Trier         | SG Altenkirchen         | 3–0                 |            |
| 2014–15   | Polch                        | FSV Salmrohr            | Spvgg Burgbrohl         | 1–1 (5–4 pen)       | 2081       |
| 2015–16   | Wissen                       | Eintracht Trier         | SG HWW Niederroßbach    | 5–1                 | 1766       |
| 2016–17   | Salmtal                      | TuS Koblenz             | Eintracht Trier         | 2–1                 | 4112       |
| 2017–18   | Koblenz                      | Rot-Weiss Koblenz       | TuS Koblenz             | 2–0                 |            |
| 2018–19   | Bad Neuenahr                 | FSV Salmrohr            | TuS Koblenz             | 2–2 aet (4–3 pen)   | 2715       |
| 2019–20   | Koblenz                      | FV Engers               | FC Karbach              | 5–0                 | 350        |

- Fuente: «Alle Rheinlandpokalsieger Herren» (en alemán). FVR. Archivado desde el original el 15 de febrero de 2012. Consultado el 13 de junio de 2009.

## Títulos por equipo
| Club                    | Títulos |
| Eintracht Trier         | 14      |
| FSV Salmrohr            | 9       |
| VfL Hamm                | 4       |
| TuS Mayen               | 4       |
| TuS Koblenz             | 3       |
| SpVgg EGC Wirges        | 2       |
| Sportfreunde Eisbachtal | 2       |
| SG Ellingen/Bonefeld    | 2       |
| SpVgg Andernach         | 2       |
| SC Rhein/Ahr Sinzig     | 2       |
| VfB Wissen              | 2       |
| Sportfreunde Herdorf    | 2       |
| FC Germania Metternich  | 2       |
| SC 07 Bad Neuenahr      | 2       |
| SV Roßbach/Verscheid    | 2       |
| TuS Neuendorf           | 2       |
| FC Bitburg              | 1       |
| SV Leiwen               | 1       |
| VfB Lützel              | 1       |
| SC Oberlahnstein        | 1       |
| SSV Mülheim             | 1       |
| VfL Trier               | 1       |
| FC Horchheim            | 1       |
| Fortuna Kottenheim      | 1       |
| SpVgg Höhr-Grenzhausen  | 1       |
| Rot-Weiss Koblenz       | 1       |
| FV Engers               | 1       |